# Главы Набережных Челнов
Главы Набережных Челнов — список глав города Набережные Челны в XX—XXI веках.
10 августа 1930 года постановлением ВЦИК СССР селу Набережные Челны присвоен статус города. Первый руководитель - Михаил Николаевич Николаев 

## Первые секретари райкома
1. Николаев Михаил Николаевич. С октября 1930 года по февраль 1934 года.
2. Беганский Измаил Ибрагимович. С февраля 1934 года по декабрь 1934 года.
3. Мратхузин Харис Ибрагимович. С января 1935 года по май 1937 года.
4. Нигматуллин Бурхан Сахабутдинович. С июня 1937 года по август 1937 года.
5. Гареев Гариф Сиразетдинович. С октября 1937 года по февраль 1938 года.
6. Щербинин Павел Алексеевич. С февраля 1938 года по август 1943 года.
7. Артемьев Петр Алексеевич. С сентября 1943 года по июль 1948 года.
8. Гордиенко Даниил Маноилович. С июля 1948 года по декабрь 1948 года.
9. Кочетков Василий Иванович. С января 1949 года по июнь 1952 года.
10. Козарь Федор Денисович. С июля 1952 года по ноябрь 1957 года.
11. Железков Евгений Михайлович. С декабря 1957 года по июль 1961 года.
12. Шкатов Николай Терентьевич. С августа 1961 года по декабрь 1962 года.
13. Юсупов, Наиль Хабибович. С декабря 1962 года по январь 1963 года.

## Первые секретари горкома
1. Юсупов, Наиль Хабибович. С января 1963 года по декабрь 1964 года.
2. Шкатов, Николай Терентьевич. С январь 1965 года по декабрь 1969 года
3. Беляев Раис Киямович.С января 1970 года по сентябрь 1984 года.
4. Хусаинов Уел Галимович. С октября 1984 года по июль 1987 года.
5. Логутов Александр Иванович. С августа 1987 года по ноябрь 1990 года.
6. Гайфутдинов Фарид Назипович. С ноября 1990 года по июль 1991 года.

## Председатели горисполкома
1. Сагындыков, Закий Сагындыкович 1960—1969
2. Шалкин, Михаил Васильевич
3. Гилязов, Ринат Риязович 15 мая 1974—1984
4. Петрушин, Юрий Иванович
5. Алтынбаев, Рафгат Закиевич 1990—2003

## Мэры
1. Алтынбаев, Рафгат Закиевич 1990—1999
2. Хамадеев, Рашит Саитович 1999—2003
3. Халиков, Ильдар Шафкатович август 2003 — 22 апреля 2010
4. Шайхразиев, Василь Гаязович 15 октября 2010 — 18 сентября 2014
5. Магдеев, Наиль Гамбарович с 2014